# الجوازة دي مش لازم تتم (فلم)
الجوازة دي مش لازم تتم هو فيلم كوميدي مصري من إخراج جمال عمارة وبطولة حسين فهمي، بوسي، حمدي حافظ، فريدة سيف النصر ونعيمة الصغير. صدر الفيلم في 12 سبتمبر 1988.

## نبذه
يجد حنفي نفسه مساعدًا للشيخ حسن المأذون والذي تولى تربيته بعد وفاة والده ووافق على زواجه من ابنته وزة، يظن حسن في بدء الامر أن مهنة المأذون سهلة وليس بها متاعب ولكنه يفاجأ بما لا يحمد عقباه عندما تحدث له العديد من المفارقات أثناء عقد قران إحدى الفتيات ويكتشف أنها قاصر وأن أهلها يرغمونها على الزواج.

## طاقم العمل
- حسين فهمي بدور حنفي
- بوسي بدور وزة
- حمدي حافظ بدور شوقي
- نعيمة الصغير بدور جميلة

## وصلات خارجية
- مقالات تستعمل روابط فنية بلا صلة مع ويكي بيانات